# Davivienda
Davivienda (conocida como Banco Davivienda) es un banco colombiano fundado el 1 de septiembre de 1972 en Bogotá. La compañía brinda servicios financieros a personas, empresas y sectores rurales. Pertenece al Grupo Bolívar y es la segunda entidad de su tipo en el país.

## Historia
En agosto de 1972 se crea la Corporación Colombiana de Ahorro y Vivienda Coldeahorro, que abrió sus puertas al público el 15 de noviembre del mismo año, con una oficina principal en Bogotá y tres oficinas de atención al público en las principales ciudades del país, una en Medellín, otra en Cali y la última en Barranquilla.
El 30 de enero de 1973 Coldeahorro cambia su nombre por el de la Corporación Colombiana de Ahorro y Vivienda, Davivienda.
En 1990 es nombrado como presidente de Davivienda Efraín Forero Fonseca, quien ya estaba vinculado con el Grupo Bolívar desde 1978.
El 1 de julio de 1997 Davivienda se convirtió en el Banco Davivienda S.A., en mayo de 2006 se fusionó con el Banco Superior y al año siguiente, el 27 de agosto, lo hizo con Granbanco S.A.- Bancafé; esto le permitió a la entidad entrar en los segmentos corporativos,  agropecuarios así como  a las operaciones de Bancafe en Panamá y en Miami.
En noviembre de 2006 adquiere Confinanciera, entidad especializada en crédito de vehículos, y más tarde en marzo de 2012, esta entidad es fusionada con Davivienda.
En 2012 Davivienda adquirió las operaciones de HSBC en Honduras, Costa Rica y El Salvador consolidando con ello su presencia en Centroamérica y su crecimiento como entidad financiera de primer orden bajo la Dirección de su Presidente, Efraín Enrique Forero Fonseca, más tarde en el mismo año compra las acciones del Banco Caroní de Venezuela.
Durante el 2013 adquiere Corredores Asociados, firma bursátil. Esta fue fusionada después con Davivalores.
El 6 de noviembre de 2021 Davivienda anuncia que Rappi Bank llegará a Colombia en 2022 en alianza con Rappi, entidad que absorbería los 760.000 clientes de Rappi Pay.
El 31 de diciembre de 2021, Efraín Forero renuncia como presidente del grupo para jubilarse. Fue reemplazado por Javier Suárez Esparragoza, hasta ese momento presidente de Seguros Bolívar
El 7 de octubre de 2024 adquiere el 100% de las acciones de la pasarela de pagos ePayco, compañía con la que ya tenía importantes alianzas e integraciones directas con Daviplata y Davivienda.
El 6 de enero de 2025 Scotiabank y Davivienda anuncian un acuerdo de fusión por medio de la cual Scotiabank pasará a tener el 20% de las acciones de Davivienda, y esta última absorberá a Scotiabank Colpatria (Colombia) y Scotiabank Panamá y Costa Rica, operaciones que en todo caso estarán sujetas a aprobaciones regulatoria durante todo el año 2025. Con esta fusión Davivienda pasa a liderar el mercado de tarjetas de crédito en Colombia, aumentar sus activos en Colombia en un 30%, Costa Rica en un 90% y Panamá en un 180% (quedando así un 70% de sus activos en Colombia y 30% en América Central) y a desarrollar una alianza estratégica global de sus operaciones en Colombia y América Central con Scotiabank.

## Actividad financiera

### Cajeros Automáticos
- Más de 3.000 cajeros automáticos en Colombia.[17]

- Más de 500 cajeros automáticos en  Panamá, Costa Rica, Honduras, El Salvador.

Davivienda ha sido pionera en Colombia y Centroamérica en permitir operaciones sin tarjeta, accesibles con códigos generados desde la App Davivienda o DaviPlata.

### Filiales
El banco cuenta con las siguientes filiales:
- Fiduciaria Davivienda.
- Corredores Davivienda.
- Davivienda Centroamérica en Panamá, Honduras, Costa Rica y El Salvador.
- Davivienda Internacional (Miami, Estados Unidos).
- Corporación Financiera Davivienda
- Epayco
- Rappi Bank Colombia (50%).

### DaviPlata
DaviPlata es considerado como un neobanco gracias a la evolución de sus funcionalidades y a la conexión transaccional con el sistema financiero, permite hacer transacciones entre teléfonos celulares y retiros desde cajeros Davivienda. Para lograr usar DaviPlata se requiere contar con un teléfono inteligente y cédula de identidad vigente.
DaviPlata cuenta con 14,3 millones de clientes en 2022. Asimismo, el banco contaba con presencia en seis países, más de 17.500 funcionarios, 665 oficinas y cerca de 2.700 cajeros automáticos.
En febrero de 2011 el Banco Davivienda lanzó junto a Claro el servicio de monedero electrónico DaviPlata, permitiendo así realizar transacciones vía celular. Meses después en agosto de 2011 el servicio fue lanzado con el operador celular Tigo, y luego también en Movistar todo esto a través de cualquier Tarjeta SIM para teléfonos no inteligentes, luego con la popularización del Teléfono inteligente en el año 2016 la App pasa a estar disponible también desde App Store y Google Play, pudiendo ser activada con cualquier línea celular en Colombia. En 2019 Daviplata tenía más de 5 millones de clientes y llega a un convenio con Rappi que permite aumentar los clientes de Daviplata y al mismo tiempo potencializar las funcionalidades financieras de Rappi, con una marca propia de la billetera Daviplata llamada RappiPay, y lanzando la Tarjeta Débito Visa RappiPay Davivienda, la cual permite entre otros para pagar pasajes de
Transmilenio y SITP en la ciudad de Bogotá .Cierra el 2021 con 13,8 millones de clientes luego de convertirse en una herramienta fundamental para efectuar microtransferencias durante la Pandemia de COVID-19 y hacer parte de los programas gubernamentales, donde facilitó la entrega de 80% de los subsidios en Colombia. En cálculos de la compañía en sus primeros 10 años de operación ha permitido la inclusión al sistema financiero a más de 4,5 millones de personas.
En 2020 inicia la operación de la App DaviPlata El Salvador, con datos móviles gratuitos en todas las compañías telefónicas, y la posibilidad de utilizar los cajeros automáticos Davivienda sin necesidad de una tarjeta.

## Marca
Davivienda se autodenomina Banca Multilatina global y tiene la Casita Roja como símbolo nacional e internacional desde 1973. 

### Eslóganes
Davivienda mantiene uno de los eslóganes más exitosos por décadas en Colombia denominado "Su dinero puede estar en el lugar equivocado, tráigalo a Davivienda" haciéndoles merecedores de importantes premios y reconocimientos, este nace como campaña publicitaria para aprovechar la audiencia colombiana durante el mundial de fútbol de 1994 donde Davivienda aún como corporación de ahorro y no formalmente como banco quería promocionar la captación de dinero seguro manteniendo la cercanía usual que tenían las corporaciones de ahorro con sus clientes, años más tarde, tras la acogida que tuvieron los comerciales televisivos para el Mundial de Alemania del 2006 donde se acercan mucho más al fútbol con dos comentaristas deportivos, lanzaron para el Mundial de Sudáfrica 2010 su propio personaje del corresponsal despistado que iniciaba con la ahora muy popular frase "Así es Ricardo, Jorge" (Frase que en 1999 usaba regularmente el padre de Juan Pablo Montoya para transmitirle información a los comentaristas colombianos Ricardo Soler y Jorge Leal), este personaje repitió su protagonismo durante el Mundial de Brasil 2014 donde Davivienda probando los aún insipientes conceptos de marketing de redes sociales decidió crearle una página en Facebook al corresponsal despistado que pedía a los colombianos votos para que lo apoyaran a ir a Brasil, alcanzando más de un millón de likes en 2 semanas, así esta campaña ha continuado activándose en eventos asociados al fútbol como mundiales y Copa América, con diferentes temáticas e interacciones llegando durante una activación a ser el tercer canal más visto de YouTube en el mundo, o a ser el primer caso de éxito de tik tok en Colombia con sus "Tik Tok Mmercials by Davivienda Bank".
Otros de sus Eslóganes han sido:
- 1972 - 1994: Donde está el ahorrador feliz
- 1994 - 1997: En Davivienda nos preocupamos porque su dinero esté mejor
- 1997 - 2005: La Banca bajo un solo techo, el techo de la casita roja
- 1994 - Su dinero puede estar en el lugar equivocado, tráigalo a Davivienda
- 2012 - 2024: Una banca multilatina (para el lanzamiento en Centroamérica y Miami)
- 2020 - Aquí lo tiene todo (para el banco y Davivienda móvil) Así de fácil (para Daviplata)
- 2025 - Una banca multilatina global (ofertas globales a sus clientes con su nuevo accionista Scotiabank)